# Zaton Doli
Zaton Doli falu Horvátországban, Dubrovnik-Neretva megyében. Közigazgatásilag Stonhoz tartozik.

## Fekvése
Dubrovnik városától légvonalban 33, közúton 47 km-re északnyugatra, községközpontjától légvonalban 5, közúton 8 km-re keletre, a Pelješac-félsziget délkeleti végétől keletre, a 8-as számú főút mentén fekszik.

## Története
Zaton Doli területe már az ókorban lakott volt. Az itt élt első ismert nép az illírek voltak, akik magaslatokon épített erődített településeken éltek és kövekből rakott halomsírokba temetkeztek. Ilyen halomsírok találhatók a település határában is. Az illírek i. e. 30-ig uralták a térséget, amikor Octavianus hadai végső győzelmet arattak felettük. A Római Birodalom bukása után Dalmácia a gótok, majd a Bizánci Birodalom uralma alá került. A horvátok ősei a 7. században érkeztek erre a vidékre. A 9. században már létezett a stoni püspökség, melynek egyházi fennhatósága alá ez a terület tartozott.
Több birtokos után a 14. század-ban a Raguzai Köztársaság része lett, ezután egészen a  18. század végéig a köztársasághoz tartozott. A zaton doli Szent Péter Pál plébániát a 15. században alapították. A köztársaság nagytanácsa már ekkor kérte a spliti érseket, hogy Zaton Doliba papot küldjön. A plébánia területe a mai adriai főút mentén egészet a Bistrina-öböl felett átvezető átjáróig terjedt, magában foglalva Doli, Zaton Doli, Zamaslina és Konštare településeket.
1806-ban a térség a Raguzai Köztársaságot legyőző franciák uralma alá került, de Napóleon bukása után 1815-ben a berlini kongresszus a Habsburgoknak ítélte. A településnek 1857-ben 179, 1910-ben 301 lakosa volt. 1918-ban az új szerb-horvát-szlovén állam, majd később Jugoszlávia része lett. A II. világháború után lakosságának száma a kivándorlás miatt fokozatosan csökkent. 1991-től a független Horvátországhoz tartozik. A délszláv háború idején a szerb szabadcsapatok elfoglalták Zamaslina és Bistrina településrészeit, ahonnan a lakosság elmenekült, de tovább nem tudtak behatolni. Az elfoglalt területen a házakat nemcsak felgyújtották, de falaikat is lerombolták, ezért a háború után visszatérő lakosságnak mindent újjá kellett építeni. 2011-ben a településnek 61 lakosa volt. A lakosság régebben főleg halászattal és mezőgazdasággal foglalkozott, ma már főként a turizmusból él.

## Népesség
| Lakosság változása | Lakosság változása | Lakosság változása | Lakosság változása | Lakosság változása | Lakosság változása | Lakosság változása | Lakosság változása | Lakosság változása | Lakosság változása | Lakosság változása | Lakosság változása | Lakosság változása | Lakosság változása | Lakosság változása | Lakosság változása |
| ------------------ | ------------------ | ------------------ | ------------------ | ------------------ | ------------------ | ------------------ | ------------------ | ------------------ | ------------------ | ------------------ | ------------------ | ------------------ | ------------------ | ------------------ | ------------------ |
| 1857               | 1869               | 1880               | 1890               | 1900               | 1910               | 1921               | 1931               | 1948               | 1953               | 1961               | 1971               | 1981               | 1991               | 2001               | 2011               |
| 179                | 199                | 218                | 241                | 305                | 301                | 273                | 283                | 298                | 295                | 283                | 395                | 199                | 172                | 158                | 61                 |

## Nevezetességei
- A zaton doli plébániatemplom Szent Péter és Pál apostolok tiszteletére van szentelve. Pontos építési ideje nem ismert, de a rendelkezésre álló adatok szerint a 15. század elején építették. Az idők során több átépítést ért meg, mai latin kereszt alaprajzát és formáját az 1886-os barokk átépítés után kapta. 1923-ban, 1930-ban, 1983-ban és 1999-ben megújították.
- A konštarei Szent Simon kápolnát a 16. században építették. Egykori titulusa Szent György volt. 1984-ben és 1999-ben is megújították.
- A zamaslinai Szent Mihály kápolna[4] a falutól északnyugatra, egy dombon helyezkedik el. A 15. században épített, nyugat-keleti tájolású, téglalap alaprajzú épület. Eredetileg ennek a titulusa is Szent György és Szent Anna volt. Utoljára 1998-ban újították meg. A homlokzat előtt egy előcsarnok található, amely szinte teljesen fedett. A homlokzat közepén egy nagy ajtó található, tőle jobbra és balra pedig egy kisebb négyzet alakú ablak, monolit kő ablakpárkányokkal, amelyek külső élei nem egyeznek. A homlokzat tetején egy harangdúc. A templom durván faragott, közepes méretű kövekből épült, amelyek szabályos sorokba vannak rakva.

## Gazdaság
A lakosság fő bevételi forrása a turizmus mellett a halászat és a mezőgazdaság.